# Il conte Aquila
Il conte Aquila è un film del 1955 diretto da Guido Salvini, tratto dall'omonimo dramma (1933) di Rino Alessi.

## Trama
Nel 1821 il conte Federico Confalonieri, con altri patrioti milanesi, sta preparando un'insurrezione nel Lombardo-Veneto. Il tentativo viene però scoperto e il conte, arrestato dalla polizia austriaca, viene interrogato per ottenere informazioni sui suoi rapporti con il Regno di Sardegna.
Per aggirare il silenzio ostinato del conte, il giudice istruttore Menghin si serve della moglie di Confalonieri, Teresa Casati, a cui racconta le numerose infedeltà del marito, in particolare la passione per la contessa Jablonowska, sperando così di ottenere notizie utili da una donna umiliata e desiderosa di vendetta.
La contessa però non cede, ma al contrario, dopo la condanna a morte del marito, parte per Vienna per chiedere la grazia all'imperatrice.
I suoi sforzi vengono premiati e il conte Federico Confalonieri ha salva la vita e viene rinchiuso nella prigione dello Spielberg dove sconterà la pena dell'ergastolo, la moglie, invece, provata e sofferente, muore poco dopo pronunciando il nome dell'adorato marito.